# 亨尼希斯多夫
亨尼希斯多夫（德語：Hennigsdorf，發音：[ˈhɛnɪçsˌdɔʁf] ⓘ）是德国勃兰登堡州上哈弗尔县的城市，面积31.47平方千米，2023年12月31日人口为26,623人。

## 友好城市
亨尼希斯多夫共与四座城市结为友好城市关系：
- 德国 北莱茵-威斯特法伦州 阿尔斯多夫
- 捷克 伏尔塔瓦河畔克拉卢皮（德语：Kralupy nad Vltavou）
- 法國 舒瓦西勒鲁瓦
- 波蘭 大波兰地区希罗达